# オクトール
オクトール (Octol) は、HMX 75%とTNT25%を混合した混合爆薬である。
HMXは融点が275 ℃と高いため溶填するためにはかなりの高温にしなければならず温度管理が難しいこともあって取扱いが難しかった。
この欠点を解決するために融点が約80 ℃のTNTと混ぜることで融点を90度前後にまで下げ湯煎で溶かせるようにした物がオクトールである。
現在ではPBX爆薬が主流になっているため使用されていない。
- 爆速:8380m/s(密度1.8)
- 爆発熱：1074～1131 Kcal/Kg
- ガス比容：830～847 l/Kg